# Nina (1956)
Nina ist ein deutsches Filmdrama aus dem Jahre 1956 von Rudolf Jugert mit Anouk Aimée und Karlheinz Böhm in den Hauptrollen. Die Geschichte basiert auf dem Roman Romeo und Julia in Wien (1954) von Milo Dor und Reinhard Federmann.

## Handlung
Europa Mitte der 1950er Jahre, inmitten des Kalten Kriegs. Der US-Amerikaner Frank Wilson arbeitet als Auslandskorrespondent einer New Yorker Zeitung in Wien. Eines Tages lernt er auf einem diplomatischen Empfang die schöne und enigmatische Nina Iwanowa kennen, die als Sekretärin bei der staatlichen sowjetischen Presseagentur TASS beschäftigt ist. Die beiden verlieben sich trotz ihrer großen Herkunftsunterschiede sofort. Doch die Zeiten sind ausgesprochen ungünstig für eine West-Ost-Liebe, zwischen zwei Vertretern grundlegend unterschiedlicher ideologischer Systeme. Vor allem Ninas Vorgesetzter, der Sowjetmajor Tubaljow, legt ihr ständig Steine in den Weg, da er, ganz ideologisch auf Parteilinie, dahinter eine imperialistische Verschwörung vermutet. 
Nina und Frank wird klargemacht, dass ihre Beziehungen in einem solchen politischen Klima nicht fortgesetzt werden können und dass sie von beiden Seiten fortan überwacht werden. Das Paar trifft sich jedoch heimlich weiterhin und versucht, sowohl die amerikanischen als auch die sowjetischen Apparate zu überlisten. Tubaljow macht Nina jedoch klar, dass sie mit ihrem Verhalten auch ihre in der UdSSR lebende Familie gefährden würde. Zwischen Wilson und dem Sowjetmajor kommt es zu einer für den Russen tödlich endenden Auseinandersetzung. Der in Notwehr handelnde Wilson flieht mit dem Auto und erhält die Fehlinformation, dass sich Nina das Leben genommen haben soll. In einem Augenblick der Unachtsamkeit verunglückt der Amerikaner mit seinem Fahrzeug und stirbt. Nina bleibt allein zurück und erwägt, sich den eigenen Leuten zu stellen und in die Sowjetunion heimzukehren.

## Produktionsnotizen
Nina entstand im Spätfrühling/Frühsommer 1956 und wurde am 21. September 1956 in Hannover uraufgeführt.
Max Koslowski übernahm die Produktionsleitung. Erich Kettelhut entwarf die Filmbauten, Irms Pauli die eleganten Kostüme für Anouk Aimée. Rainer Erler war Regieassistent.

## Sonstiges
Eine sehr ähnliche Geschichte hatte der Brite Anthony Asquith zwei Jahre zuvor in England unter dem Titel Die jungen Liebenden abgedreht, die jedoch von der Filmkritik deutlich besser bewertet worden war.

## Kritiken
Im Lexikon des Internationalen Films heißt es: „Unter glatt und gepflegt gefilmter Oberfläche wenig glaubhaft und kaum bewegend.“
Auf kino.de ist zu lesen: „Kein Konfliktdrama, sondern eine gebügelte Love Story im Stile ihrer Zeit.“